# Kansas City Princess
Kansas City Princess est un film américain réalisé par William Keighley, sorti en 1934.

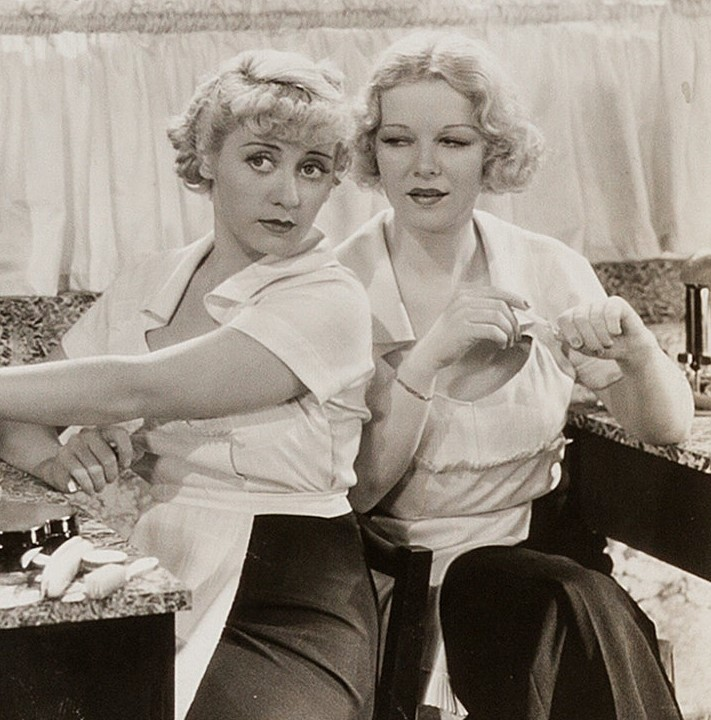
Joan Blondell (Rosie) et Glenda Farrell (Marie) dans Kansas City Princess.

La Warner a cherché à reproduire le succès du film de 1933 Les Veuves de La Havane (Havana Widows) avec le duo Blondell et Farrell dans les rôles principaux.

## Synopsis
Rosie et Marie jouent les manucures pour piéger les maris fortunés.

## Fiche technique
- Réalisation : William Keighley
- Scénario : Sy Bartlett, Manuel Seff
- Producteur : 	Lou Edelman
- Photographie : George Barnes
- Montage : William Clemens
- Musique : Leo F. Forbstein
- Genre : Comédie[2]
- Distributeur : Warner Bros.
- Durée : 64 minutes
- Date de sortie : 13 octobre 1934

## Distribution
- Joan Blondell : Rosie Sturges
- Glenda Farrell : Marie Callahan
- Robert Armstrong : Dynamite 'Dynie' Carson
- Hugh Herbert : Junior Ashcraft
- Osgood Perkins : Marcel Duryea
- T. Roy Barnes : Alderman James 'Jim' Cameron
- Hobart Cavanaugh : Alderman Sam Warren
- Gordon Westcott : Jimmy the Dude
- Vince Barnett : Quincy
- Ivan Lebedeff : Dr. Sascha Pilnakoff
- Renee Whitney : Mrs. Ashcraft
- Arthur Hoyt : Mr. Greenway